# Peyronelia ramosa
Peyronelia ramosa är en svampart som först beskrevs av Pier Andrea Saccardo, och fick sitt nu gällande namn av S. Hughes 1958. Peyronelia ramosa ingår i släktet Peyronelia och familjen Mytilinidiaceae.   Inga underarter finns listade i Catalogue of Life.